# الشيعة في تركيا
الشيعة في تركيا هم مواطنو تركيا الذين ينتمون إلى الطائفة الشيعية، وهم يمثلون 12.5% من إجمالي عدد سكان تركيا، وهم بالترتيب كالتالي، العلويون (علويو الأناضول) يمثلون 9% من إجمالي عدد سكان تركيا والشيعة الإثنا عشرية الجعفرية يمثلون 2.5% من إجمالي عدد سكان تركيا، والعلويون (علويو الشام والإسكندرونة) يمثلون 1% من إجمالي عدد سكان تركيا.
الإسلام في تركيا

## تاريخهم
تعود جذور التشيع في تركيا إلى منطقة الشام، فقد اتّسع التشيّع في بلاد الشام في عصر الدولة الحمدانيّة، والمرداسية، والفاطميّة، حتّى بلغ منطقة الأناضول. وترجع عقيدة علويو الأناضول وطقوسهم الصوفية إلى عصر الدولة الصفوية.

## تمركزهم
يتركز تواجد الشيعة الاثنا عشرية وخاصة علويو الأناضول بكثافة ملحوظة في بعض محافظات شرق ووسط تركيا وبأعداد أقل في بعض محافظات جنوب وجنوب شرق تركيا، كما يتواجد أيضا الشيعة في باقي المحافظات التركية لكن بأعداد قليلة. للشيعة الاثنا عشرية الجعفرية مساجدهم التي يؤدون فيها الصلاة ويميزهم استقلاليتهم عن مديرية الشؤون الدينية التركية وعدم تلقيهم أي تمويل من الدولة لمساجدهم وأئمتهم، عكس المذهب السني الذي يتلقى الدعم والتمويل من الدولة.

## طوائفهم
تعد الطائفة الأكبر عدديا في تركيا العلوية الأناضولية بنسبة 14.5% من إجمالي عدد سكان تركيا والتي تختلف عن الطائفة العلوية المنتشرة والمعروفة في بلاد الشام والتي تمثل 1.3% من إجمالي عدد سكان تركيا، ويختلف علويو الأناضول عن علويو الشام وعن الشيعة الإثنا عشرية في بعض عقائدهم. حيث يتبع علويو الأناضول معتقدات صوفية ويمارسون طقوس وممارسات صوفية تميزهم عن باقي طوائف الشيعة.
يأتي بعدهم في الترتيب الشيعة الإثنا عشرية الذين يمثلون 4% من إجمالي عدد سكان تركيا، ويمثل الشيعة الإثنا عشرية الغالبية من أتباع المذهب الشيعي.